# Sirenen (Walzer)
Sirenen ist ein Walzer von Johann Strauss (Sohn) (op. 164). Das Werk wurde am 12. Februar 1855 im Sofienbad-Saal in Wien erstmals aufgeführt.

## Einzelnachweis
1. ↑  Quelle: Englische Version des Booklets (Seite 41) in der 52 CDs umfassenden Gesamtausgabe der Orchesterwerke von Johann Strauß (Sohn), Hrsg. Naxos (Label). Das Werk ist als vierter Titel auf der 13. CD zu hören.